# Psyttalia leveri
Psyttalia leveri är en stekelart som först beskrevs av David Timmins Fullaway 1953. 
Psyttalia leveri ingår i släktet Psyttalia och familjen bracksteklar. Inga underarter finns listade i Catalogue of Life.